# Contea di Changling
La contea di Changling (长岭县S, Chánglǐng XiànP) è una contea della Cina, situata nella provincia di Jilin e amministrata dalla prefettura di Songyuan.